# Ву Минсја
Ву Минсја (кин: 吴敏霞; пинјин: Wú Mǐnxiá; Шангај, 10. новембар 1985) елитна је кинеска скакачица у воду, вишеструка олимпијска, светска и азијска првакиња и једна од најуспешнијих скакачица свих времена. По избору ФИНА за 2011. и 2012. годину проглашавана је за најбољу светску скакачицу у воду. Њена специјалност су скокови са даске, углавном са висине од 3 метра у појединачној конкуренцији и синхроно у пару.
Након освајања златне медаље у дисциплини даска 3 м синхро, у пару са Ши Тингмао на Светском првенству у Казању 2015. Ву је постала прва жена у историји скокова у воду са освојених 7 златних медаља на светским првенствима у синхроним скоковима.

## Медаље
Олимпијске игре
- Атина 2004. | даска 3м синхро
- Пекинг 2008. | даска 3м синхро
- Лондон 2012. | даска 3м синхро
- Лондон 2012. | даска 3м сингл
- Атина 2004. | даска 3м сингл
- Пекинг 2008. | даска 3м сингл

Светска првенства
- Фукуока 2001. | даска 3м синхро
- Барселона 2003. | даска 3м синхро
- Мелбурн 2007. | даска 3м синхро
- Рим 2009. | даска 3м синхро
- Шангај 2011. | даска 3м синхро
- Шангај 2011. | даска 3м
- Барселона 2013. | даска 3м синхро
- Казањ 2015. | даска 3 м синхро
- Фукуока 2001. | даска 1м
- Монтреал 2005. | даска 1м
- Монтреал 2005. | даска 3м
- Мелбурн 2007. | даска 3м
- Рим 2009. | даска 1м
- Барселона 2003. | даска 3м

Азијске игре
- Бусан 2002. | даска 3 метра синхронизовано
- Доха 2006. | даска 1 метар
- Доха 2006. | даска 3 метра
- Гуангџоу 2010. | даска 1 метар
- Бусан 2002. | даска 3 метра